# Чистяков, Дмитрий Юрьевич
Дми́трий Ю́рьевич Чистяко́в (род. 13 января 1994, Пикалёво, Ленинградская область) — российский футболист, защитник «Ростова». Мастер спорта России.

## Карьера

### Клубная
Начинал заниматься футболом в «Металлурге» Пикалёво и «Кировце» Тихвин, затем по приглашению тренера Сергея Романова перешёл в СДЮШОР «Зенит». Весной 2012 года ушёл в «Ростов», где провёл три матча за молодёжный состав. В сезоне 2012/13 перешел в молодёжный состав «Зенита», а со следующего сезона также выступал за «Зенит-2». Всего провёл 44 матча за «Зенит-2» и 42 матча (2 гола) за молодёжную команду, а за основной состав так и не сыграл.
В сезоне 2015/16 был отдан в аренду в армянскую «Мику». Дебютный матч в чемпионате Армении сыграл 13 августа 2015 года против «Улисса». Всего за сезон сыграл 17 матчей в чемпионате страны и пять — в Кубке Армении, в котором со своей командой стал финалистом.
С 2016 по 2019 годы выступал в ФНЛ. Сначала — за «Шинник», через два года перешёл в «Тамбов», вместе с которым вышел в премьер-лигу.
Летом 2019 года подписал 4-летний контракт с «Ростовом», за молодёжный состав которого уже выступал в 2012 году. Провёл три матча в Кубке «Париматч» Премьер. В чемпионате дебютировал 13 июля в домашнем матче против «Оренбурга» (2:1).
15 октября 2020 года перешёл в «Зенит» на правах аренды. Дебютировал за клуб 1 ноября в гостевом матче 13 тура против «Химок» (2:0), выйдя на замену на 81-й минуте. В июле 2021 года был выкуплен у «Ростова» и подписал полноценный контракт с петербуржцами. 19 ноября 2021 года в домашнем матче Российской Премьер-Лиги против футбольного клуба «Нижний Новгород» забил свой первый гол за «Зенит».
В январе 2024 года перешёл в «Сочи» на правах аренды.
22 июня 2025 года покинул «Зенит» и вернулся в «Ростов», условия контракта не разглашаются.

### В сборной
30 сентября 2019 года впервые был вызван в сборную России на матчи отборочного турнира Евро-2020 против Шотландии и Кипра.
8 октября 2021 года дебютировал за сборную в матче квалификации к Чемпионату мира-2022 против Словакии.

## Достижения
Командные
«Зенит»
- Чемпион России: 2020/21, 2021/22, 2022/23
- Серебряный призёр чемпионата России: 2024/25
- Обладатель Суперкубка России: 2021, 2022, 2023, 2024

Личные
- В списках 33 лучших футболистов чемпионата России: № 3 (2021/22).